# Saint-Priest-la-Plaine
Saint-Priest-la-Plaine település Franciaországban, Creuse megyében. Lakosainak száma 256 fő (2022. január 1.). Saint-Priest-la-Plaine Fleurat, Le Grand-Bourg, Lizières, Naillat és Noth községekkel határos.

## Népesség
A település népessége az elmúlt években az alábbi módon változott:
| Lakosok száma | 520  | 367  | 310  | 283  | 250  | 263  | 260  | 257  | 255  | 256  |
|               | 1968 | 1982 | 1990 | 2006 | 2013 | 2015 | 2017 | 2019 | 2020 | 2022 |